# C.Hindalahalli, Holenarsipur
C.Hindalahalli là một làng thuộc tehsil Hole Narsipur, huyện Hassan, bang Karnataka, Ấn Độ.